# Ferrari SP America
La Ferrari SP America est un coupé du constructeur automobile italien Ferrari produite en un exemplaire unique en 2014 par le département spécial "One-off" de la marque .

## Présentation
La SP America a été dévoilée le 27 juin 2014. Elle est un modèle unique produit pour un client américain fortuné du constructeur.

### Design
La voiture s'inspire de la mythique Ferrari 250 GTO . En effet, on peut remarquer les 3 entrées d'air présentes sur le capot.

## Caractéristiques techniques
La SP America est basée sur la Ferrari F12 Berlinetta. Elle en reprend le châssis et le moteur mais la carrosserie est entièrement nouvelle.

### Motorisation
Le moteur de la SP America est le V12 atmosphérique de 6,3 litres de 740 ch provenant de la F12berlinetta.